# 孔希莱波
孔希莱波（法語：Conchy-les-Pots，法語發音：[kɔ̃ʃi le po]）是法国瓦兹省的一个市镇，属于贡比涅区。

## 地理
孔希莱波（49°36'16"N, 2°43'41"E）面积9.67 平方千米，位于法国上法蘭西大區瓦兹省，该省份为法国北部内陆省份，北起索姆省，西接厄尔省和滨海塞纳省，南至塞纳-马恩省和瓦兹河谷省，东临埃纳省。
与孔希莱波接壤的市镇（或旧市镇、城区）包括：蒂约卢瓦、比耶尔蒙、布洛涅拉格拉斯、奥尔维莱索雷勒、马河畔鲁瓦、伯夫赖涅、比拉梅西埃。

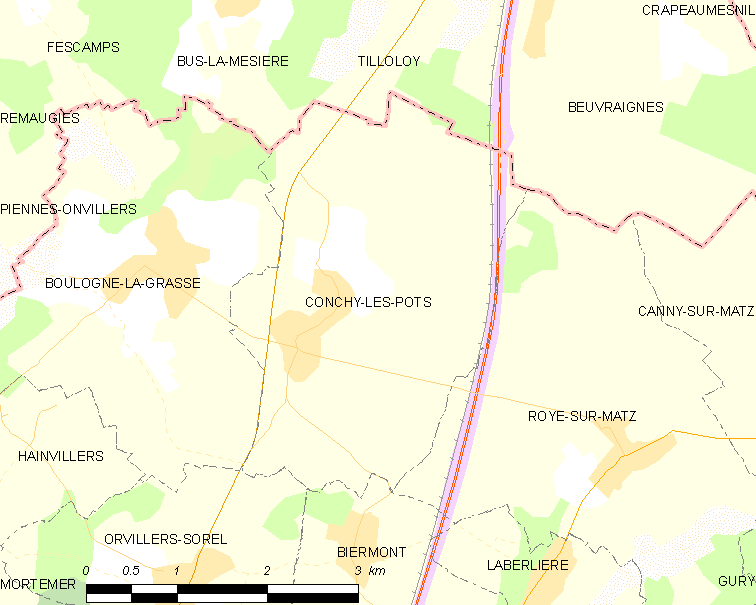
孔希莱波的OSM定位图

孔希莱波的时区为UTC+01:00、UTC+02:00（夏令时）。

## 行政
孔希莱波的邮政编码为60490，INSEE市镇编码为60160。

## 政治
孔希莱波所属的省级选区为埃斯特雷圣但尼县。

## 人口

1962-2008年间孔希莱波人口变化图示

孔希莱波于2022年1月1日时的人口数量为753人。